# Volk Posch
Volk Posch, tudi Wolff Posh, Wolffgang Posch, Wolfgang Bosch, Volbenk Polz, 
ljubljanski župan v 16. stoletju.
Posch je bil ljubljanski trgovec z različnim blagom, bil je tudi lastnik vinotoča in kopališča na rečnem otoku blizu sedanjega Šentjakobskega mostu. Župan Ljubljane je bil med letoma 1520 in 1524, ko ga je nasledil Jurij Gering.  